# Bias (Lot i Garonna)
Bias – miejscowość i gmina we Francji, w regionie Nowa Akwitania, w departamencie Lot i Garonna. W 2013 roku populacja gminy wynosiła 3254 mieszkańców. Przez teren gminy przepływa rzeka Lot.